# الغواصة الألمانية يو-1272
غواصة يو-1272 غواصة يو بوت ألمانية من الفئة السابعة سي/41 بنيت لسلاح بحرية ألمانيا النازية كريغسمارينه، في أحواض شيتشاو-فيرك خلال الحرب العالمية الثانية.